# Dmitrij Wołkogonow
Dmitrij Antonowicz Wołkogonow, ros. Дмитрий Антонович Волкогонов (ur. 22 marca 1928 w Czycie, zm. 6 grudnia 1995 w Moskwie) – generał pułkownik Armii Radzieckiej, profesor, filozof i historyk. Członek WKP(b)/KPZR od 1951 do 1991; zastępca szefa Głównego Zarządu Politycznego Armii Radzieckiej i Marynarki Wojennej.

## Życiorys
W 1945 roku wstąpił do Armii Czerwonej, a w roku 1961 do Akademii Wojskowej im. Lenina w Moskwie. W 1971 roku przeniesiony został do Głównego Zarządu Politycznego, uzyskując stopień generała-pułkownika. W 1985 roku zmuszony był opuścić Główny Zarząd Polityczny, ponieważ przełożony uznał jego poglądy za „nie do przyjęcia”. Tego samego roku został delegatem do Rady Najwyższej Związku Socjalistycznych Republik Radzieckich (ZSRR). W 1988 zmuszony do dymisji, został przeniesiony na stanowisko Szefa Wojskowego Instytutu Historii Związku Radzieckiego; po trzech latach zwolniony z tej funkcji za „oczernianie władzy sowieckiej”. Pełnił wysokie funkcje państwowe, w tej liczbie był członkiem Prezydenckiej Rady Konsultacyjnej, członkiem Wysokiej Komisji Spraw Wojskowych, rady ds. odznaczeń wojskowych, przedstawiciel w prezydenckiej komisji ds. jeńców wojennych, internowanych i zaginionych bez wieści. Sprawował tę funkcję do czerwca 1991 roku, kiedy to wydaną przez niego nową historię II wojny światowej oceniono jako „antyradziecką". W następstwie nieudanego przewrotu z sierpnia 1991 roku został doradcą prezydenta Jelcyna do spraw obrony. 
W 1993 został delegatem ludowym do Dumy Państwowej z frakcji „Wybór Rosji”. Gen. prof. Dmitrij Wołkogonow był przewodniczącym Komisji Rady Najwyższej Federacji Rosyjskiej ds. przekazania archiwów KPZR i KGB.
Korzystając z niedostępnych dla innych materiałów źródłowych, napisał słynną trylogię Wodzowie (Lenin, Stalin, Trocki) i szereg innych książek oraz publikacji.